# Limnophora flavolateralis
Limnophora flavolateralis este o specie de muște din genul Limnophora, familia Muscidae, descrisă de Malloch în anul 1929.
Este endemică în Samoa. Conform Catalogue of Life specia Limnophora flavolateralis nu are subspecii cunoscute.